# Весна Вуловић
Весна Вуловић (Београд, 3. јануар 1950 — 23. децембар 2016) била је српска стјуардеса која је ушла у Гинисову књигу рекорда као особа која је преживела пад са висине 10.160 метара без падобрана. Једина је преживела експлозију авиона, након што је 26. јануара 1972. године бомба пробила пртљажник ЈАТ-а на лету 367, која је разнела DC-9-30 изнад Српске Камењице у Чехословачкој (данашња Чешка). Југословенске власти су сумњале да су за ово били криви хрватски националисти, али нико никада није ухапшен. Преживела је пошто је била везана за своје седиште у задњем делу авиона који је, после експлозије, остао спојен за тоалете и пао на снегом покривену планину. Двадесетдвогодишња Весна није чак ни била предвиђена за тај лет, била је замењена са другом стјуардесом која се такође звала Весна.
Након несреће, Вуловићева је провела дане у коми, а била је хоспитализована неколико месеци. Имала је фрактуру лобање, обе сломљене ноге и три сломљена пршљена, од којих је један био згњечен због чега је остала привремено парализована од појаса надоле. Проходала је након неколико месеци, после више узастопних операција. Вуловићева се није сећала инцидента. Иако је била спремна да настави посао стјуардесе, ЈАТ јој је обезбедио посао за шалтером, јер су осећали да ће њено присуство на летовима привући превише публицитета. Вуловићева је постала славна личност у Југославији, а касније је постала национални херој током седамдесетих година.
Из ЈАТ-а је отпуштена почетком деведесетих година, након што је учествовала у антивладиним протестима током распада Југославије, али је избегла хапшење јер је влада била забринута због негативног публицитета који би јој донео затвор. Наставила је са радом као демократска активисткиња све док Социјалистичка партија Србије није свргнута са власти током Булдожер револуције у октобру 2000. године. Вуловићева се касније у име Демократске странке залагала за улазак Србије у Европску унију. Своје последње године провела је усамљено, а борила се са кривицом преживелог. Након развода живела је сама у свом стану у Београду, са малом пензијом, све до смрти 2016. године.

## Младост
Весна Вуловић је рођена у Београду 3. јануара 1950. године, где је завршила основу школу и гимназију. У младости се бавила гимнастиком и кошарком, а похађала је и балетску школу. Отац јој је био бизнисмен, а мајка инструктор фитнеса.
Била је велики љубитељ Битлса, па је након што је завршила прву годину Филолошког факултета у Београду отпутовала у Уједињено Краљевство, надајући се да ће побољшати своје знање енглеског језика. Првобитно је остала код пријатеља својих родитеља у Њуберију, али је желела да се пресели у Лондон. Тамо је срела пријатеља који јој је предложио да оду у Стокхолм. По повратку у Београд, Вуловићева је одлучила да постане стјуардеса након што је видела пријатељицу у униформи стјуардесе. Придружила се ЈАТ-у, југословенском националном авио-превознику.

## Несрећа
Секундарна посада авиона ЈАТ-а на лету 367, који је летео из Стокхолма за Београд, са заустављањима у Копенхагену и Загребу, стигао је у Данску јутра 25. јануара 1972. године. Према речима Вуловићеве, она није била планирана за овај лет, али ју је ЈАТ заменио за другу стјуардесу која се такође звала Весна. Ипак, Вуловићева је рекла да је била узбуђена што путује у Данску, јер јој је то био први пут да посећује ту земљу. Посада је имала слободно цело поподне и следеће јутро. Вуловићева је пожелела да разгледа град, али су њене колеге инсистирале да иду у куповину. „Свако је желео да купи нешто за своју породицу”, присетила се, „па сам морала да идем у куповину са њима. Чинило се као да знају да ће умрети. Нису разговарали о томе, али сам видела... саосећала сам се са њима. А капетан је био затворен у својој соби 24 сата. Уопште није желео да излази. Ујутро, за време доручка, копилот је говорио о свом сину и ћерки као да нико други нема сина или ћерку”.
Лет 367 полетео је са аеродрома Стокхолм-Арланда у 13.30 26. јануара 1972. године. Авион Даглас DC-9 слетео је на аеродром у Копенхагену у 14.30, након чега су се Вуловићева и њене колеге укрцали на авион. „Како је било касно, били смо на терминалу и видели да се паркира”, рекла је Вуловићева. „Видела сам све путнике и посаду како напуштају авион. Један човек је изгледао ужасно изнервирано. Нисам га само ја приметила. Остали чланови посаде су га видели, као и управник станице у Копенхагену. Мислим да је тај човек ставио бомбу у пртљаг. Мислим да је он пријавио торбу у Стокхолму, изашао у Копенхагену и никада се није поново укрцао на лет”.
Лет 367 полетео је са аеродрома у Копенхагену у 15.15. У 16.01 експлозија се пробила кроз пртљажник авиона. Експлозија је довела до распада авиона изнад чехословачког села Српска Камењица. Од 28 путника и посаде, Вуловићева је једина преживела пад.  Пронашао ју је мештанин Бруно Хонке, који је чуо како вришти међу олупинама авиона. Њена тиркизна униформа била је прекривена крвљу, док су њене потпетице биле растргане од силине удара. Хонке је био лекар за време Другог светског рата и успио ју је одржати у животу док нису стигли спасиоци.
Истражитељи ваздушне безбедности су преживљавање Вуловићеве приписали томе што су је колица са храном заробила у трупу авиона, који се одвојио од остатка авиона и срушио на земљу. Када се у кабини смањио притисак, путници и остатак посаде су излетели из авиона, пали на земљу и погинули. Истражитељи су веровали да је труп авиона, са Вуловићевом закаченом унутра, слетео под углом на снегом и густом шумом покривену планину, што је ублажило пад. Лекари Вуловићеве су закључили да је њен низак крвни притисак проузроковао да се брзо онесвести након што се у кабини смањио притисак што је спречило да јој срце не пукне од удара. Вуловићева је изјавила да је била свесна свог ниског крвног притиска пре него што је поднела захтев да постане стјуардеса и знала је да због тога неће проћи лекарски преглед, али је претходно попила прекомерну количину кафе, због чега је била прихваћена.
Између 1962. и 1982. године, хрватски националисти су извршили 128 терористичких напада на југословенске цивилне и војне мете. Југословенске власти сумњали су да су они криви за рушење лета 367. На дан несреће је експлодирала бомба у возу који је путовао из Беча за Загреб, при чему је рањено 6 особа. Човек, који се изјаснио као хрватски националиста, сутрадан је назвао шведске новине Kvällsposten и преузео одговорност за бомбу на лету 367. Нико никад није ухапшен. Чехословачка управа цивилног ваздухопловства касније је експлозију приписала бомби из актовке.

## Парализа и опоравак
Након несреће, Вуловићева је провела неколико дана у коми. Имала је фрактуру лобање, а касније и интрацеребрално крварење. Такође је претрпела обе сломљене ноге и три сломљена пршљена, од кога је један био потпуно смрскан. Имала је фрактуру карлице и неколико поломљених ребара. Због ових повреда остала је парализована од струка надоле. Имала је тоталну амнезију од сата који је претходио њеном паду па све до месец дана касније. Њени родитељи су изјавили да је сазнала за несрећу тек отприлике две недеље након што се догодила. Онесвестила се када јој је лекар показао наслове у новинама, након чега је морала да буде умирена. Последња ствар које се Вуловићева могла сетити пре пада било је поздрављање путника док су се укрцавали на авион. Следећа ствар које се сећала било је када је видела своје родитеље у болничкој соби отприлике месец дана касније.
Вуловићева се лечила у прашкој Централној војној болници све до 12. марта 1972. године, након чега је пренесена у Београд. Понуђена јој је хипнотичка инјекција која ће јој помоћи да преспава лет назад за Југославију, али је одбила, објаснивши да се не плаши летења јер се није сећала несреће. У Београду, болничка соба Вуловићеве је стављена под 24-часовну полицијску заштиту јер су се власти плашиле да би починиоци, који су ставили бомбу у авион, можда желели да је убију. Стражари су се смењивали на сваких 6 сати и нико није смео да је види осим лекара и родитеља. Њена хоспитализација је трајала до јуна 1972. године, након чега је отпутовала у Црну Гору како би се опоравила у приморском летовалишту, где су је лекари посећивали свака два или три дана. Вуловићева је подвргнута неколико операција како би поново могла да хода. У почетку је могла померати само леву ногу, а месец дана након тога могла је да помера и десну. Десет месеци након пада, Вуловићева је поново проходала, али је остатак свог живота храмала и кичма јој се трајно искривила. Укупно је провела 16 месеци опорављајући се. „Нико није очекивао да живим овако дуго”, изјавила је 2008. године. Свој опоравак је приписала својој „српској тврдоглавости” и дијети коју је имала у детињству, а која се састојала од чоколаде, спанаћа и рибљег уља. Годину дана након несреће, Вуловић је у интервјуу навела да планира да парама од осигурања купи својим родитељима нови ауто, након што су раније морали да продају њихов ауто да би покрили неке дугове.

## Публицитет
Септембра 1972. године Вуловићева је изразила спремност да настави са радом као стјуардеса. Авио-компанија је сматрала да ће њено присуство на летовима привући превише публицитета и уместо тога су јој дали посао преговарача о теретним уговорима. У Југославији је Вуловићева прослављана као народни херој. Њена репутација „хероине Хладног рата” проширила се и на Совјетски Савез, као и на остале земље Варшавског пакта. Након несреће, Вуловићева је добила одликовање председника Југославије Јосипа Броза Тита, а српски певач народне музике Мирослав Илић снимио је песму под називом „Весна стјуардеса”. Убрзо је постала и почасна грађанка Српске Камењице. Унука Бруна Хонкеа, рођена шест недеља након пада Вуловићеве, добила је име Весна у њену част. Вуловићева је наставила да лети редовно, наводећи да су се други путници изненадили када су је видели на летовима и желели су да седе поред ње.
Оба родитеља Вуловићеве умрла су у року од неколико година након њеног пада. Венчала се 1977. године за инжењера машинства Николу Бреку након годину дана везе. Иако су је лекари саветовали да њене повреде неће имати штетан утицај на њену репродуктивну функцију, Вуловићева је доживела ванматеричну трудноћу која се замало показала фаталном, а након тога више није могла да има децу. Гинисова књига рекорда је Вуловићеву 1985. године препознала као светску рекордерку у преживљавању пада са највеће висине без падобрана: 10.160 метара. Признање јој је доделио Пол Макартни на лондонској гала вечери. Тиме је званично признато да је Вуловићева надмашиле све остале преживеле који су пали са велике висине, међу којима су Алан Меги, Николас Алкемејд и Иван Чисов.
Почетком деведесетих година прошлог века, Вуловићева и њен супруг су се развели. Вуловићева је развод приписала њеном ланчаном пушењу, што њен супруг није одобравао. Отприлике у исто време, Вуловићева је отпуштена из ЈАТ-а јер је говорила против српског државника Слободана Милошевића и учествовала у антивладиним протестима. Избегла је хапшење јер је влада била забринута због негативног публицитета који би донело њено хапшење. Као одговор на њен активизам, таблоиди који су били на страни Милошевића су покренули клевету против ње, тврдећи да је несрећу на лету 367 изазвала чехословачка ракета и да је пала са много мање висине него што се раније веровало. Вуловићева је наставила да учествује у антивладиним демонстрацијама током деведесетих година. Када су Милошевић и његова Социјалистичка партија Србије свргнути са власти у Булдожер револуцији октобра 2000. године, Вуловићева је била међу неколико познатих личности које су се попеле на балкон београдског Старог двора како би дали победничке говоре. Касније се борила у име Демократске странке и залагала за улазак Србије у Европску унију, за коју је веровала да ће Србији донети економски просперитет.

## Последњи период живота и смрт
Новинарима је рекла да не размишља о свом паду сваког дана, али да се бори са кривицом преживелог. За британски Индепендент је изјавила: "Кад год мислим о несрећи, доживим снажан осећај кривице зато што сам је преживела, и то ме доводи до плача. Тада помислим да можда уопште нисам ни требала да је преживим." Одбила је психотерапију као помоћ у лечењу свог проблема, и уместо тога се окренула вери, и постала је посвећени верник Српске православне цркве. Рекла је да ју је њена борба претворила у оптимисту, наводећи да: "ако преживите оно што сам ја, можете да преживите све."
Њен пад су 2005. рекреирали Разоткривачи митова. Два новинара из Прага, Петер Хорнунг-Андерсен и Павел Тајнер, су изнели идеју да је ЈАТ-ов лет 367 погрешно идентификован као непријатељски авион, и да га је као таквог Чехословачко ваздухопловство оборило са висине од 800 m, што је далеко мање од званичне висине од 10 160 m. Новинарски двојац је претпоставио да је Државна служба Чехословачке смислила причу о паду авиона како би заташкали стварни догађај. Такође су додали да је позив упућен Kvällsposten-у, у коме се преузима одговорност за пад авиона, такође био намештаљка. Чешка вазухопловна агенција је одбацила наводе та два новинара, називајући их теоријама завере. Један од двојице новинара, Хорнунг-Андерсен је признао да је прича њега и његовог колеге заснована на посредним доказима. Вуловићева је знала за тврдњу та два чешка новинара, али с обзиром да нема памћење о самом паду, није могла ни да потврди, ни да оспори њихове наводе. Њен рекордни пад са висине од 10 160 метара без падобрана је и даље сврстан у Гинисову књигу рекорда.
Последњих година живота је живела од пензије која је износила 300€ месечно у свом оронулом стану у Београду. Једном приликом је рекла: "Не знам шта да кажем када људи кажу да сам имала среће. Живот је данас тежак." Додала је да њени родитељи можда не би превремено умрли да она није била на том лету, пошто је по њеним речима та несрећа уништила и њен, и живот њених родитеља. Ретко када је давала интервјуе, а одбила је многе захтеве, између осталих и од Опре Винфри и BBC, уз образложење да је уморна од приче о свом паду. Након што је напунила 60 година, њено здравље се погоршало, и то ју је спречило да учествује у годишњем спомену у Српској Каменици, у коме је до тада учествовала дуги низ година. Децембра 2016. су њени пријатељи постали забринути за њено здравље, након што је нагло престала да се јавља на телефон. Након што су бравари 23. децембра на силу отворили врата њеног стана, пронашли су је мртву. Веснини пријатељи су рекли да се у годинама које су претходиле њеној смрти борила са срчаним тегобама. Сахрањена је 27. децембра на Новом гробљу у Београду.